# Madison Pogarch
Madison Pogarch (Hartland, Míchigan, Estados Unidos; 5 de noviembre de 1997), también conocida como Maddie Po, es una futbolista estadounidense que juega como defensora para el Portland Thorns FC de la National Women's Soccer League (NWSL) de Estados Unidos.
Pogarch fichó para el Portland Thorns a principios de 2019. Debutó en el club el 25 de mayo en un partido contra el Sky Blue FC y estuvo en el once inicial por primera vez el 15 de junio contra el North Carolina Courage.

## Estadísticas

### Clubes
| Club               | País           | Año             |
| ------------------ | -------------- | --------------- |
| Grand Rapids FC    | Estados Unidos | 2017            |
| Detroit Sun        | Estados Unidos | 2018            |
| Portland Thorns FC | Estados Unidos | 2019 - presente |